# Malta (kolonia)
Malta (kolonia) – kolonia korony brytyjskiej w latach 1813–1964, położona w południowej Europie, nad Morzem Śródziemnym.

## Historia
Istniejący od 1800 roku brytyjski Protektorat Malty w 1813 roku przekształcono w kolonię korony brytyjskiej – potwierdził to pokój zawarty w Paryżu w 1814 roku.
W 1934 roku wprowadzono język maltański jako, obok angielskiego, język urzędowy.
W 1947 Malta uzyskała autonomię wewnętrzną, a w 1963 proklamowane zostało powstanie Państwa Maltańskiego. Rok później Malta uzyskała całkowitą niepodległość jako członek brytyjskiej Wspólnoty Narodów. W 1967 układ ten został zerwany i dopiero po czterech latach udało się wynegocjować prowizoryczne porozumienie. 13 grudnia 1974 proklamowana została Republika Malty (Repubblika ta' Malta).